# بيل أوقست
بيل أوقست (بالدنماركية: Bille August) (و. 1948  م) هو مخرج أفلام، وكاتب سيناريو، ومصور سينمائي دنماركي.

## التعليم
تعلم في National Film School of Denmark ‏، في تخصص تصوير (1971–1973).

## جوائز
حصل على جوائز منها:
- جائزة الحرفيين الفخرية (1993)[9]
- جائزة لجنة أماندا الشرفية ‏ (1993)
- LO's kulturpris  [لغات أخرى]‏ (1984).

## وصلات خارجية
- بيل أوقست على موقع IMDb (الإنجليزية)
- بيل أوقست على موقع مونزينجر (الألمانية)
- بيل أوقست على موقع ألو سيني (الفرنسية)
- بيل أوقست على موقع ميوزك برينز (الإنجليزية)
- بيل أوقست على موقع تيرنر كلاسيك موفيز (الإنجليزية)
- بيل أوقست على موقع أول موفي (الإنجليزية)
- بيل أوقست على موقع قاعدة بيانات الأفلام السويدية (السويدية)
- بيل أوقست على موقع إن إن دي بي (الإنجليزية)
- بيل أوقست على موقع ديسكوغز (الإنجليزية)
- بيل أوقست على موقع قاعدة بيانات الفيلم (الإنجليزية)